# Јан-Фите Арп
Јан-Фите Арп (Бад Зегеберг, 6. јануар 2000) немачки је фудбалер. Игра на позицији нападача. Тренутно игра за Холштајн Кил.

## Каријера у клубу

### Хамбургер
Арпов деби за Хамбургер био је против Вердер Бремена. Тако је постао први играч који је рођен 2000-их да је заиграо у Првој лиги Немачке.
Дана 28. октобра 2017, Арп је дао свој први бундеслигашки гол и то против Херте Берлин. Уједно је и први фудбалер који је затресао мрежу у Бундеслиги а да је рођен у 21. веку.

### Бајерн Минхен
Арп је прешао међу Баварце 7. фебруара 2019. Званично им се придружио 1. јула исте године.

## Каријера у репрезентацији
Арп је био део омладинског немачког националног тима на Европском првенству до 17 година 2017. где је постигао седам голова.
Касније те године Арп је играо за младу селекцију и на Светском првенству до 17 година, где је дао пет голова.

## Статистике каријере
Ажурирано 19. маја 2024
| Клуб                     | Сезона    | Национално првенство  | Национално првенство | Национално првенство | Национални куп | Национални куп | Континетално такмичење | Континетално такмичење | Остало  | Остало | Укупно  | Укупно |
| Клуб                     | Сезона    | Ранг                  | Наступи              | Голови               | Наступи        | Голови         | Наступи                | Голови                 | Наступи | Голови | Наступи | Голови |
| ------------------------ | --------- | --------------------- | -------------------- | -------------------- | -------------- | -------------- | ---------------------- | ---------------------- | ------- | ------ | ------- | ------ |
| Хамбургер                | 2017/18.  | Бундеслига            | 18                   | 2                    | 0              | 0              | —                      | —                      | —       | —      | 18      | 2      |
| Хамбургер                | 2018/19.  | Друга лига Немачке    | 17                   | 1                    | 3              | 1              | —                      | —                      | —       | —      | 20      | 2      |
| Хамбургер                | Укупно    | Укупно                | 35                   | 3                    | 3              | 1              | 0                      | 0                      | 0       | 0      | 38      | 4      |
| Хамбургер                | 2018/19.  | Регионална лига Север | 7                    | 3                    | —              | —              | —                      | —                      | —       | —      | 7       | 3      |
| Бајерн Минхен            | 2019/20.  | Трећа лига Немачке    | 12                   | 3                    | —              | —              | —                      | —                      | —       | —      | 12      | 3      |
| Бајерн Минхен            | 2020/21.  | Трећа лига Немачке    | 31                   | 5                    | —              | —              | —                      | —                      | —       | —      | 31      | 5      |
| Бајерн Минхен            | Укупно    | Укупно                | 43                   | 8                    | 0              | 0              | 0                      | 0                      | 0       | 0      | 43      | 8      |
| Бајерн Минхен            | 2019/20.  | Бундеслига            | 0                    | 0                    | 0              | 0              | 0                      | 0                      | 0       | 0      | 0       | 0      |
| Бајерн Минхен            | 2020/21.  | Бундеслига            | 0                    | 0                    | 1              | 0              | 0                      | 0                      | 0       | 0      | 1       | 0      |
| Бајерн Минхен            | Укупно    | Укупно                | 0                    | 0                    | 1              | 0              | 0                      | 0                      | 0       | 0      | 1       | 0      |
| Холштајн Кил (позајмица) | 2021/22.  | Друга лига Немачке    | 24                   | 2                    | 2              | 1              | —                      | —                      | —       | —      | 26      | 3      |
| Холштајн Кил             | 2022/23.  | Друга лига Немачке    | 26                   | 1                    | 1              | 0              | —                      | —                      | —       | —      | 27      | 1      |
| Холштајн Кил             | 2023/24.  | Друга лига Немачке    | 17                   | 5                    | 0              | 0              | —                      | —                      | —       | —      | 17      | 5      |
| Холштајн Кил             | Укупно    | Укупно                | 67                   | 8                    | 3              | 1              | 0                      | 0                      | 0       | 0      | 70      | 9      |
| Свеукупно                | Свеукупно | Свеукупно             | 152                  | 22                   | 7              | 2              | 0                      | 0                      | 0       | 0      | 159     | 24     |

## Успеси
Бајерн Минхен
- Бундеслига  (1): 2019/20
- Куп Немачке (1): 2019/20.
- Суперкуп Немачке (1) : 2020.
- Лига шампиона (1): 2019/20.
- УЕФА суперкуп (1) : 2020.
- Светско клупско првенство (1) : 2020.

Бајерн Минхен II
- Трећа лига Немачке: 2019/20.

Појединачни
- Медаља Фриц Валтер: златна медаља за најбољег играча до 17 година 2017.
- Најбољи млади играч сезоне у Хамбургеру: 2017/18.[9]

## Референца
1. 1 2  „Fiete Arp - Forward”. Official Website of FC Bayern Munich. Архивирано из оригинала 08. 07. 2019. г. Приступљено 20. 08. 2020.
2. ↑  „Jann-Fiete Arp becomes the first Bundesliga player born this Millennium”. DFB. 1. 10. 2017. Приступљено 4. 11. 2017.
3. 1 2  „HSV-Sturmjuwel Jann-Fiete Arp ist erster 2000er-Torschütze der Bundesliga” (на језику: German). Архивирано из оригинала 21. 12. 2019. г. Приступљено 25. 2. 2018.
4. ↑  „Hamburg's Jann-Fiete Arp becomes first millenial to score in the Bundesliga”. Bundesliga.com. 28. 10. 2017. Архивирано из оригинала 07. 11. 2017. г. Приступљено 4. 11. 2017.
5. ↑  „Fiete Arp to move to Bayern by latest 2020”. FC Bayern Munich. 7. 2. 2019. Приступљено 7. 2. 2019.
6. ↑  „Who is Germany No9 Jann-Fiete Arp?”. UEFA.com. Приступљено 4. 11. 2017.
7. ↑  „Skipper Jann-Fiete Arp joins German team?”. Times of India. 2. 10. 2017. Приступљено 4. 11. 2017.
8. ↑  Јан-Фите Арп на веб-сајту  (језик: енглески)
9. ↑  „Jann-Fiete Arp Young Player of the Season 2017/18”. Hamburg SV. 4. 9. 2018. Архивирано из оригинала 28. 08. 2019. г. Приступљено 28. 8. 2019.